# Hieracium linguifolium
Hieracium linguifolium es una especie de planta con flor del género Hieracium, de la familia Asteraceae, orden Asterales.

## Distribución
Hieracium linguifolium se distribuye por Francia.

## Taxonomía
Fue descrita científicamente por Arv.-Touv.